# Cykloatom
Cykloatom (ang. cycloatom) – koncepcja wprowadzona przez naukowców z Intense Laser Theory Unit, wydziału fizyki Illinois State University.
Cykloatom to pojedynczy atom w środowisku zestawionych ze sobą pola magnetycznego i lasera, które są wystarczająco silne, aby atom stał się mikroskopijnym cyklotronem. Częstość kołowa silnego lasera jest naturalnie zbliżona do częstości cyklotronowej pola magnetycznego, co odpowiada gigantycznym polom magnetycznych wynoszącym 10 Tesli. Powoduje to wzbudzenie elektronu ze stanu podstawowego do stanu relatywistycznego (prędkość elektronów jest zbliżona do prędkości światła), w którym gęstość elektronowa jest największa w obszarze w kształcie pierścienia (stąd „cyklo” w nazwie).

## Prosta teoria nierelatywistyczna
Hamiltonian atomu np. wodoru w polu magnetycznym i w polu fali lasera spolaryzowanej kołowo (dla uproszczenia w dwóch wymiarach przestrzennych) wyznaczany jest przez:
{\displaystyle H={\frac {1}{2m}}{p_{x}}^{2}+{\frac {1}{2m}}{p_{y}}^{2}-{\frac {1}{r}}-x{\mathcal {E}}\sin(\Omega t)+{\frac {\omega _{c}}{2}}L_{z}+{\frac {\omega _{c}^{2}}{8}}(x^{2}+y^{2}).}
Na początku możemy mniej więcej przybliżyć falę harmoniczną przez serie silnych, ostrych, krótkich, nieskończonych, naprzemiennych impulsów pola elektrycznego, będących deltami Diraca tak, że popęd siły przekazywany przez każdy impuls równy jest impulsowi połowy okresu fali — raz w kierunku dodatnim, a raz ujemnym ({\displaystyle T=2\pi /\Omega } jest okresem fali), tzn.
{\displaystyle {\mathcal {E}}\sin(\Omega t)\approx \int _{0}^{T/2}{\mathcal {E}}\sin(\Omega t)dt\sum _{n}\delta (t-nT/2)(-1)^{n}={\mathcal {E}}{\frac {T}{\pi }}\sum _{n}\delta (t-nT/2)(-1)^{n}}
Następnie dokonać przybliżenia tzw. nagłego usunięcia (wpływ jądra atomowego na elektron sprowadza się jedynie do jego zlokalizowania i umieszczenia na początku ewolucji czasowej w miejscu jego współrzędnych {\displaystyle (0,0)} i dalej jest zaniedbywany). Uzyskujemy wtedy Hamiltonian przybliżony.
{\displaystyle H={\frac {1}{2m}}{p_{x}}^{2}+{\frac {1}{2m}}{p_{y}}^{2}-x{\mathcal {E}}{\frac {T}{\pi }}\sum _{n}\delta (t-nT/2)(-1)^{n}+{\frac {\omega _{c}}{2}}L_{z}+{\frac {\omega _{c}^{2}}{8}}(x^{2}+y^{2}).}
Ewolucje tego Hamiltonianu łatwo rozwiązać, kiedy {\displaystyle \omega _{c}=\Omega } tzn. kiedy częstość cyklotronowa jest równa częstości fali elektromagnetycznej, czyli w rezonansie cyklotronowym. Jedynie w polu magnetycznym o indukcji {\displaystyle B} elektron z niezerową prędkością początkową {\displaystyle v}, porusza się po cyklotronowej orbicie kołowej z częstością cyklotronową {\displaystyle \omega _{c}}, wynikającą z równowagi siły Lorentza i siły odśrodkowej, niezależną od promienia cyklotronowego {\displaystyle r}:
{\displaystyle Bv=B\omega _{c}r=\omega _{c}^{2}r}
lub:
{\displaystyle \omega _{c}=B,}
a oddziaływanie z każdą deltą Diraca siły:
{\displaystyle {\frac {dp_{x}}{dt}}={\mathcal {E}}{\frac {T}{\pi }}\delta (t)}
prowadzi do nagłego skoku pędu:
{\displaystyle p_{x}(t)=p_{x}(0)+{\mathcal {E}}{\frac {T}{\pi }}\Theta (t).}
({\displaystyle \Theta (t)} jest funkcją skokową Heaviside’a, której pochodną jest delta Diraca) po każdym oddziaływaniu z deltą Diraca, uzyskując nagły skok pędu o {\displaystyle \Delta p_{x}={\mathcal {E}}{\frac {T}{\pi }},} elektron porusza się po półkolu o coraz większym promieniu cyklotronowym, czyli w przybliżeniu po spirali Archimedesa przybliżanej półkolami, nieograniczenie zwiększając energię kinetyczną w czasie tak, że po czasie {\displaystyle t} oddziaływania z falą elektromagnetyczną uzyska prędkość
{\displaystyle v_{t}=2e{\cal {Et/(m_{e}\pi ),}}}
a więc potencjalnie nieograniczoną, tzn. relatywistycznie nawet prędkość światła. Ponieważ natężenie pola elektrycznego lasera może być nawet tak wielkie jak {\displaystyle 10^{11}V/m,} elektron w cykloatomie w odpowiednio silnym polu magnetycznym może osiągnąć prędkość światła w ciągu {\displaystyle 10^{-13}s,} będąc wciąż lokalizowanym wokół jądra.

## Teoria relatywistyczna
Ponieważ w mechanice relatywistycznej masa bezwładna rośnie z prędkością, częstość cyklotronowa zależy od prędkości i z nią maleje o czynnik {\displaystyle 1/\gamma ,} tzn.
{\displaystyle \omega _{c}=B{\sqrt {1-{\frac {v^{2}}{c^{2}}}}}.}
Aby uzyskać rezonansowy przekaz pędu, należy więc, podobnie jak w przypadku cyklotronu, zmniejszać częstotliwość fali elektromagnetycznej wraz ze wzrostem prędkości elektronu (tzn. stosować tzw. chirping, czyli świergot fali) i jego energii, tak aby zachodziło przybliżenie
{\displaystyle {\mathcal {E}}\sin[\Omega (t)t]=2{\mathcal {E}}\sum _{n}{\frac {T_{n,1/2}}{\pi }}\delta (t-\sum _{m}^{n}T_{n,1/2})(-1)^{n},}
tzn.
{\displaystyle \Omega (t)=B{\sqrt {1-{\frac {v(t)^{2}}{c^{2}}}}},}
gdzie {\displaystyle T_{n,1/2}} jest połową okresu ruchu cyklotronowego po każdym nowym uderzeniu siłą proporcjonalną do delty Diraca, tzn. okresem ruchu po każdym nowym półokręgu.
Zachodzi wtedy rekurencyjna akumulacja pędu
{\displaystyle p_{x,n+1}=p_{x,n}+2{\mathcal {E}}{\frac {T_{n,1/2}}{\pi }},}
czyli
{\displaystyle p_{x}(t)=p_{x,n}=\sum _{m}2{\mathcal {E}}{\frac {T_{m,1/2}}{\pi }}=2{\cal {Et/\pi .}}}
Całkowita prędkość końcowa spełnia więc równanie
{\displaystyle v_{t}={\frac {2e{\cal {Et}}}{m_{e}\pi }}{\sqrt {1-{\frac {v_{t}^{2}}{c^{2}}}}},}
co prowadzi do zmniejszonej w porównaniu do wyniku klasycznego akumulacji prędkości z maksymalną granicą {\displaystyle c}
{\displaystyle v_{t}={\frac {2e{\cal {Et}}}{m_{e}\pi }}/{\sqrt {1+\left({\frac {2e{\cal {Et}}}{m_{e}\pi c}}\right)^{2}}}.}
Czynnik relatywistyczny powoduje między innymi wzrost uprzednio uzyskanego czasu potrzebnego do osiągnięcia prędkości relatywistycznej ({\displaystyle 0{,}99\ c}, gdzie c to prędkość światła) jedynie o 7 razy, ale w celu uzyskania prędkości {\displaystyle 0{,}9999999\ c}  potrzebny jest wzrost o 2200 razy.